# Chthonius lanzai
Chthonius lanzai es una especie de arácnido  del orden Pseudoscorpionida de la familia Chthoniidae. Presenta las subespecies Chthonius lanzai lanzai y Chthonius lanzai vannii.

## Distribución geográfica
Se encuentra en Italia.